# Eustrotia micropis
Eustrotia micropis là một loài bướm đêm trong họ Noctuidae.